# Фузион
Фузион (или Фьюжен) — контркультурный музыкальный фестиваль.
Проводится на бывшем военном аэродроме Лерц в Мекленбург-Передняя Померания на северо-востоке Германии.
Название фестиваля обычно пишется кириллицей Фузион, но произносится как английское слово fusion ['fjuʒən].
Фестиваль длится от четырех до шести дней, и обычно провидится в конце июня.
Первый фестиваль прошёл в 1997 году.
На Фузион приезжают около 70 000 человек каждый год;
его часто сравнивают с американским фестивалем Burning Man.
В фестивале участвуют музыканты различных стилей, в основном электронная музыка.
Расписание не объявляют заранее.

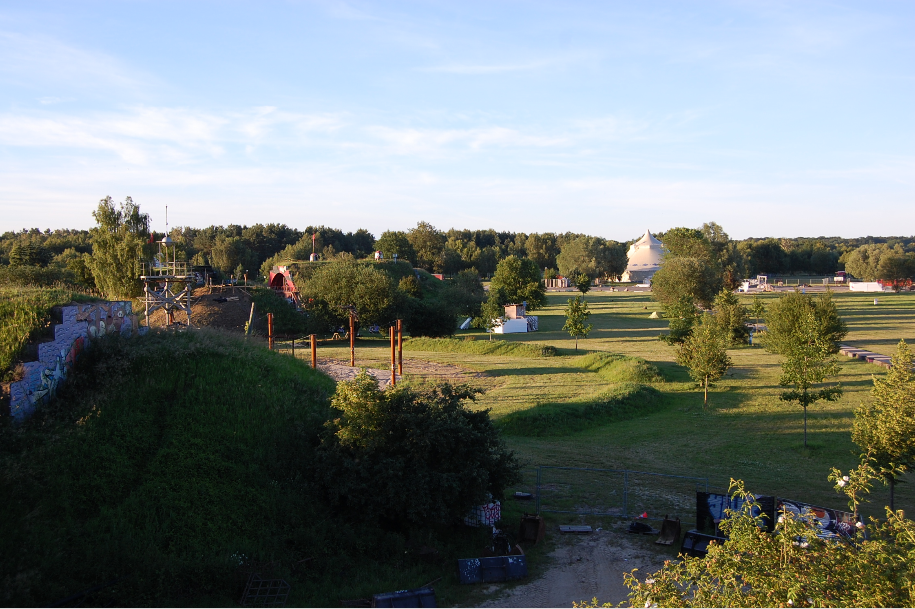
2014
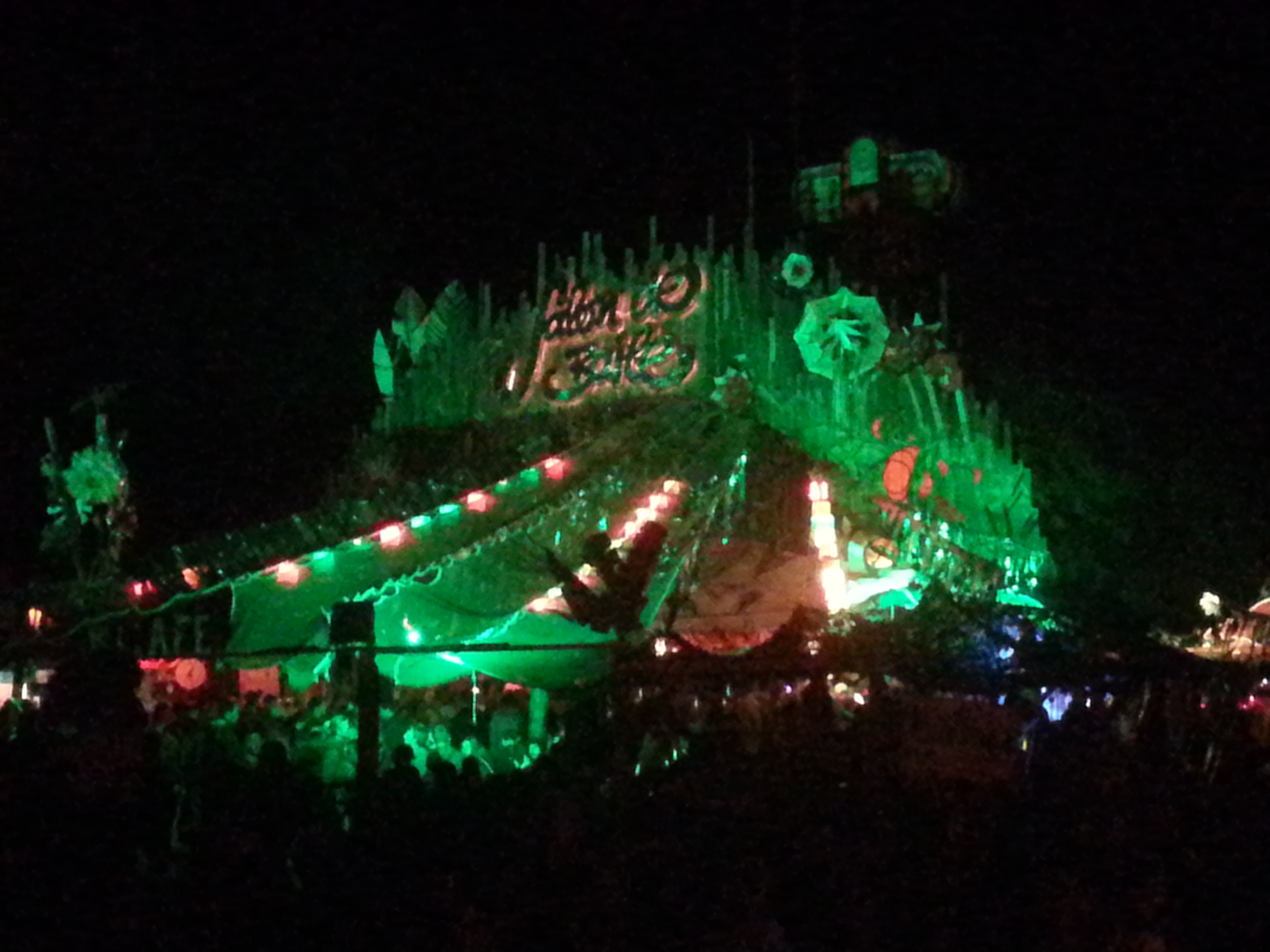
2013
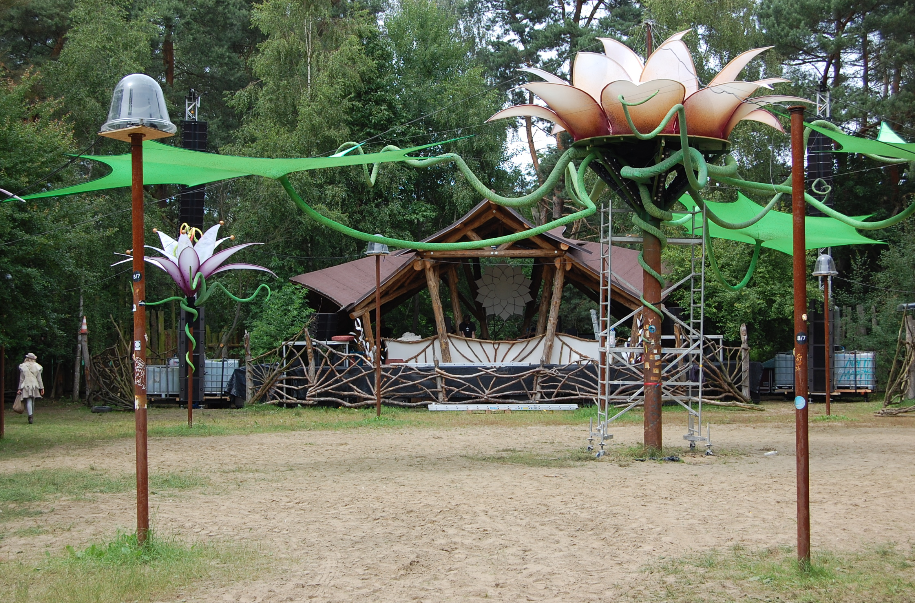
2014
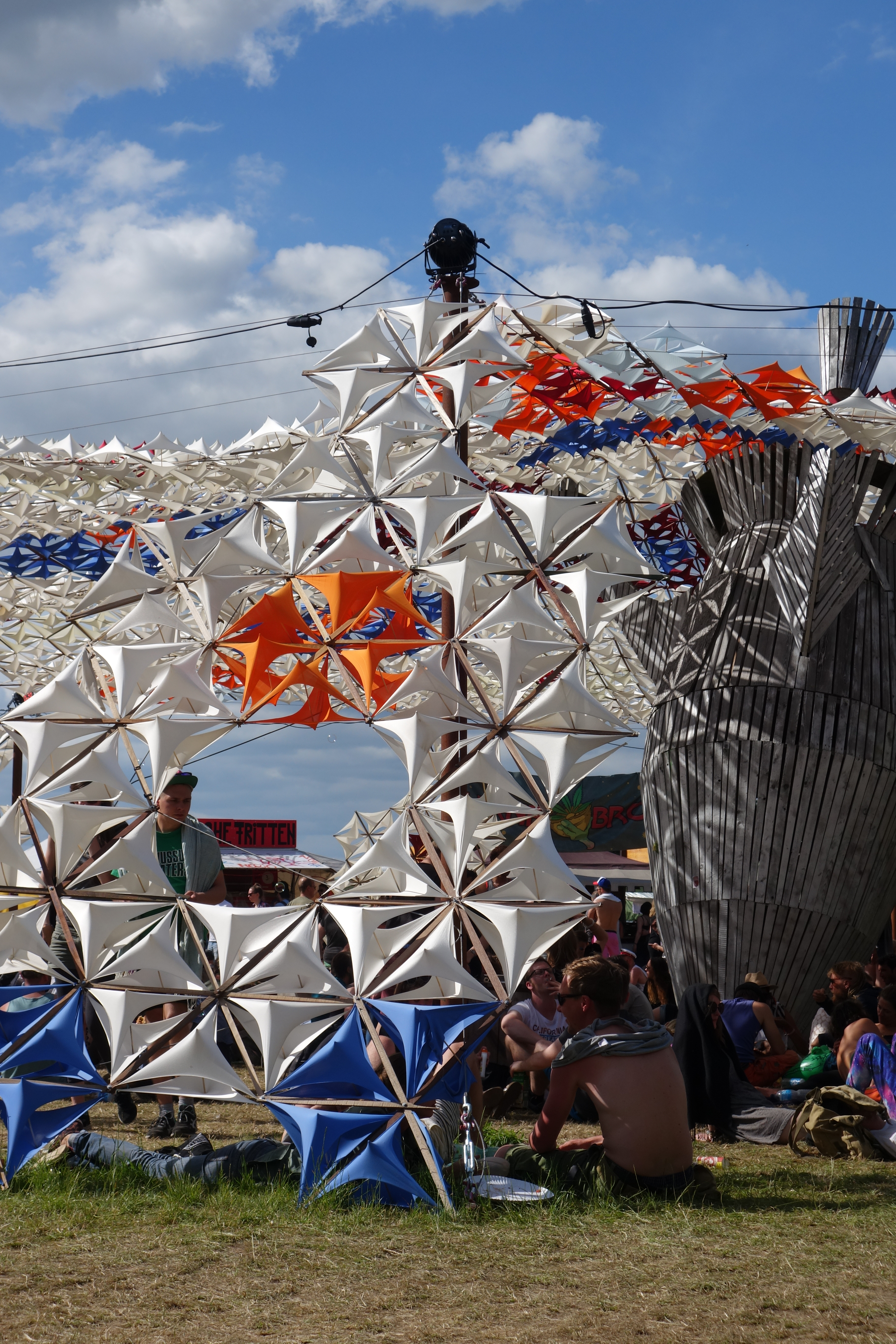
2015